# Henri de Baillet-Latour
Hrabě Henri de Baillet-Latour (1. března 1876 – 6. ledna 1942) byl belgický šlechtic a třetí předseda MOV. Ve funkci byl od roku 1925 až do své smrti v roce 1942.
De Baillet-Latour se stal členem MOV v roce 1903 a ještě téhož roku spoluzakládal Belgický olympijský výbor. Spoluorganizoval Letní olympijské hry 1920, které se konaly v Antverpách. Po rezignaci Pierra de Coubertina na funkci předsedy MOV byl Henri de Baillet-Latour zvolen za jeho nástupce. MOV vedl až do své smrti v roce 1942.
Ve funkci předsedy MOV jej nahradil Sigfrid Edström.